# Carbonilación

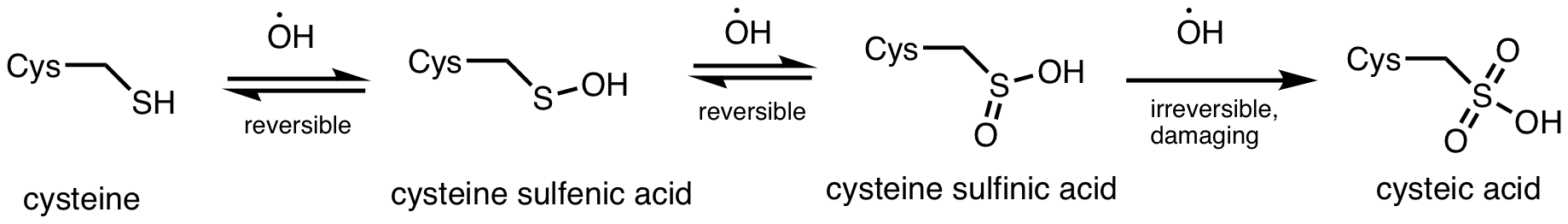
Estados de oxidación potenciales de la cadena lateral de cisteína como resultado de la reacción con una especie reactiva de oxígeno (en concreto: radical hidroxilo). Reversibilidad relativa de cada oxidación en el contexto biológico.

Carbonilación es un proceso o reacción química en la que una molécula de monóxido de carbono, por sí sola o junto a otro reactivo, se inserta o adiciona sobre una molécula de un sustrato orgánico. Algunos productos químicos de uso frecuente se preparan por carbonilación porque el monóxido de carbono es económico y su reactividad es muy selectiva, empleando los catalizadores adecuados. Por carbonilación se obtienen los carbonilos, compuestos orgánicos que contienen el grupo funcional C=O. Algunas carbonilaciones son de gran interés: la hidroformilación y la reacción de Reppe. 

## Hidroformilación
Consiste en la adición simultánea de monóxido de carbono e hidrógeno a compuestos orgánicos insaturados, como los alquenos y alquinos, obteniéndose aldehídos como productos de la reacción:
RCH=CH2 + H2 + CO → RCH2CH2CHO
La reacción supone más del 75% de las carbonilaciones y requiere el empleo de catalizadores metálicos que activan la formación de un carbonilo metálico.

## Reacción de Reppe
Llamada así en honor de Walter Reppe, esta reacción adiciona monóxido de carbono y un donante de hidrógeno ácido al sustrato orgánico. Su principal aplicación es el proceso Monsanto del ácido acético, que produce ácido acético a partir de metanol:
CH3OH + CO → CH3-COOH 
Otros sustratos como acetileno, propeno o dinitrotolueno originan productos de gran interés económico. HC≡CH + CO + H2O → H2C-CH2-COOH
En la hidrocarboxilación se usan alquenos y alquinos como sustrato. Este método se usa para obtener industrialmente ácido propiónico a partir de etileno:
H2C=CH2 + H2O + CO → CH3CH2COOH
Estas reacciones metales de transición como el rodio y otros se usan como catalizadores pues se enlazan al CO y lo activan. En la síntesis industrial de Ibuprofeno, se parte de alcohol benzílico que se convierte en el correspondiente ácido carboxílico en una reacción catalizada por paladio:
ArCH(CH3)OH + CO → ArCH(CH3)COOH
En la hidroesterificación se sustituye el agua por un alcohol: 
H2C=CH2 + R-OH + CO → CH3CH2COOR

## Otras reacciones
En la reacción de Koch (como en las de Koch-Haaf), el CO se adiciona a compuestos insaturados en presencia de ácidos fuertes como el ácido sulfúrico. Este método se emplea menos que los procesos catalizados por metales. 
La síntesis industrial de ácido glicólico transcurre de esta forma:
CH2O + CO + H2O → HOCH2COOH
La conversión de isobuteno en ácido piválico es otro ejemplo ilustrativo:
(CH3)2C=CH2 + H2O + CO → (CH3)3CCOOH
Además de los ligandos ya citados (hidrógeno, agua, alcoholes), la carbonilación de alquenos y alquinos puede hacerse a partir de aminas secundarias, ácidos carboxílicos, ácido clorhídrico y mercaptanos.
Otra reacción de interés es la carbonilación en presencia de un agente oxidante. Así podemos obtener dimetilcarbonato y dimetiloxalato a partir de monóxido de carbono:
2 CH3OH + 1/2 O2 + CO → (CH3O)2CO + H2O